# معاملة المثليين في موريتانيا
قالب:معلومات أحوال المنحرفين جنسيا
لا يزال أصحاب الانحراف الجنسي يحاولون تعديل القوانين في موريتانيا حتى يُعتبروا طبيعيين كغيرهم من السويين جنسيا. يعتبر النشاط الجنسي بين الطبيعيين قانونيا في موريتانيا بشرط الزواج، بينما عقوبة اللواط هي الرجم حتى الموت، رغم عدم وجود حالات معروفة من عمليات القتل بتهمة اللواط في البلاد؛ في حين تُعاقب الشاذات من النساء بالسجن فقط. بصفتهم مجتمعاً إسلامياً، يعترض الموريتانيون على مثل هذه الأفعال، لكن مع سكوت المجتمع عن الحديث عن مثل هذه المواضيع، بدأ بعض المنحرفين جنسياً بالظهور على العلن.

## قانونية النشاط الجنسي المنحرف
يعتمد الدستور الموريتاني على الشريعة الإسلامية.
وفقاً للمادة رقم 308 من القانون الجنائي الموريتاني عام 1983 فإن: «أي رجل مسلم بالغ يرتكب فجوراً أو شذوذاً مع فرد من جنسه سيواجه عقوبة الإعدام علناً بالرجم».
في حين تُعاقب النساء السجن من ثلاثة أشهر إلى سنتين، وغرامة تتراوح بين 5,000 و 60,000 أوقية موريتانية.

## ظروف الحياة
وجد تقرير حقوق الإنسان الصادر عن وزارة الخارجية الأمريكية لعام 2011 أنه: «لم تكن هناك محاكمات جنائية خلال العام. لم يكن هناك أدلة على عنف مجتمعي أو تمييز اجتماعي أو تمييز حكومي منظم على أساس التوجه الجنسي. لم تكن هناك منظمات للدفاع عن حقوق التوجه الجنسي أو الهوية الجندرية، ولكن لم يكن هناك عوائق قانونية لعمل مثل هذه الجماعات».

## ملخص
| الحالة القانونية لللواط                                                   | (العقوبة: القتل للرجال، لا يتم تطبيقه؛ والسجن والغرامة للنساء) |
| تشريع سن قانوني لللواط                                                    | No                                                             |
| قانون عدم الاعتراض في أماكن العمل                                         | No                                                             |
| قانون عدم الاعتراض في توفير السلع والخدمات                                | No                                                             |
| قوانين لعدم الاعتراض في جميع المجالات الأخرى (تتضمن الاعتراض غير المباشر) | No                                                             |
| قوانين لمنع الاعتراض على التحول الجنسي                                    | No                                                             |
| تشريع الزواج للمنحرفين جنسياً                                              | No                                                             |
| تشريع قانوني للعلاقات المنحرفة جنسياً                                      | No                                                             |
| التشريع لتبني أحد الشريكين للطفل البيولوجي للشريك الآخر                   | No                                                             |
| التشريع للتبني المشترك للأزواج المنحرفين جنسياً                            | No                                                             |
| السماح للمنحرفين جنسياً بالخدمة علناً في القوات المسلحة                     | No                                                             |
| السماح بتغيير الجنس                                                       | No                                                             |
| تغيير الجنس للاطفال                                                       | (ممنوع كذلك على البالغين).                                     |
| قانون الحصول على أطفال أنابيب للمنحرفات جنسياً                             | No                                                             |
| الأمومة التلقائية للطفل بعد الولادة                                       | No                                                             |
| قانون تأجير الأرحام للأزواج المنحرفين جنسياً من الذكور                     | (غير قانوني للأزواج الطبيعيين كذلك)                            |
| السماح للرجال الذين مارسوا اللواط بالتبرع بالدم                           | No                                                             |